# Brongniartia sousae
Brongniartia sousae là một loài thực vật có hoa trong họ Đậu. Loài này được Dorado miêu tả khoa học đầu tiên.